# King Creole
King Creole (prt: King Creole; bra: Balada Sangrenta) é um filme estadunidense de 1958, do gênero drama musical, dirigido por Michael Curtiz e estrelado por Elvis Presley. O roteiro é baseado no romance A Stone for Danny Fisher, de Harold Robbins.
Primeiramente o roteiro seria oferecido a James Dean, mas com sua morte prematura em 1955 o projeto foi adiado, sendo poucos anos depois oferecido a Elvis. Foram feitas algumas alterações na história, entre elas, a mudança de Danny Fischer que passou de boxeador para cantor..
Uma das atrizes do filme, e atualmente freira Dolores Hart, trabalhou com Elvis em outro filme, Loving You, de 1957. Ela é sobrinha do tenor estadunidense Mario Lanza, grande ídolo de Elvis.
King Creole também é o álbum da trilha sonora, avaliado como um dos melhores da carreira de Elvis.
Elvis demonstra nesse filme que só precisava de bons roteiros e bons diretores para mostrar o seu talento como ator, sendo bastante elogiado na época do lançamento da película, inclusive pelo próprio diretor, que a princípio não via com bons olhos trabalhar com Elvis, mas aos poucos se rendeu ao talento do garoto, segundo suas próprias palavras; outro que também o elogiou bastante, principalmente anos mais tarde, foi o seu companheiro de cena, o ator Walter Matthau.

## Sinopse
Danny Fisher é um rapaz em conflito com a sociedade em que vive, tornando-o assim um jovem rebelde. Nesse momento conturbado de sua existência, ele não tem total certeza do rumo que deve tomar em sua vida; acrescenta-se a isso o fato de que ele não é um bom exemplo como aluno. Em meio a essa fase problemática, ele começa a se apresentar em um bar na cidade de New Orleans (cidade onde se passa a história), contudo, o seu pai não aceita de forma alguma que ele troque os estudos pela carreira de cantor. Mesmo indo de encontro a vontade de seu pai, ele continua suas apresentações, tornando-se um enorme sucesso. Em paralelo a isso, o mau-caráter Maxie Fields faz de tudo para que seu concorrente seja colocado como atração principal em seu estabelecimento, e tudo isso em meio a duas mulheres que se apaixonam por ele.

## Elenco
- Elvis Presley .... Danny Fisher
- Walter Matthau ... Maxie Fields
- Carolyn Jones .... Ronnie
- Dolores Hart.... Nellie
- Vic Morrow .... Shark
- Franklyn Farnum ... Não-creditado

## Avaliações
- 5/5 ou 10/10
- 4/5 ou 8/10